# Buick Special
Buick Special – samochód osobowy klasy luksusowej, a następnie klasy średniej produkowany pod amerykańską marką Buick latach 1936−1973.

## Pierwsza generacja

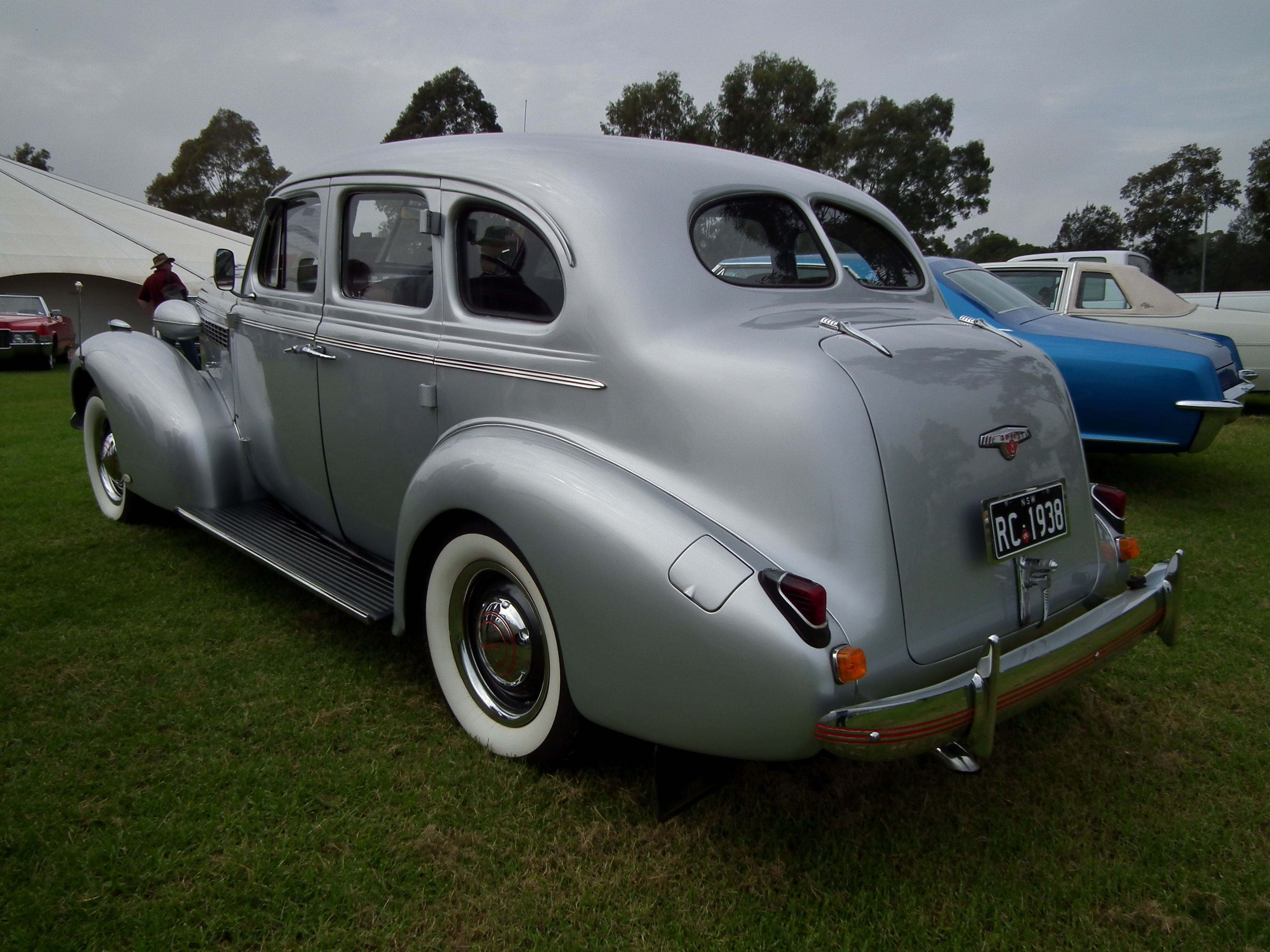
Buick Special I - tył

Buick Special I został zaprezentowany po raz pierwszy w 1936 roku.
W 1936 roku Buick zaprezentował podstawowy i zarazem najtańszy model w ofercie, jako alternatywa dla bardziej luksusowego Century czy Limited. Special pierwszej generacji powstał na platformie GM B, na której zbudowano także pokrewne konstrukcje Cadillaka oraz Oldsmobile. Produkcja modelu trwała 13 lat do 1949 roku.

### Silniki
- L8 3.8l OHV
- L8 4.1l OHV

## Druga generacja

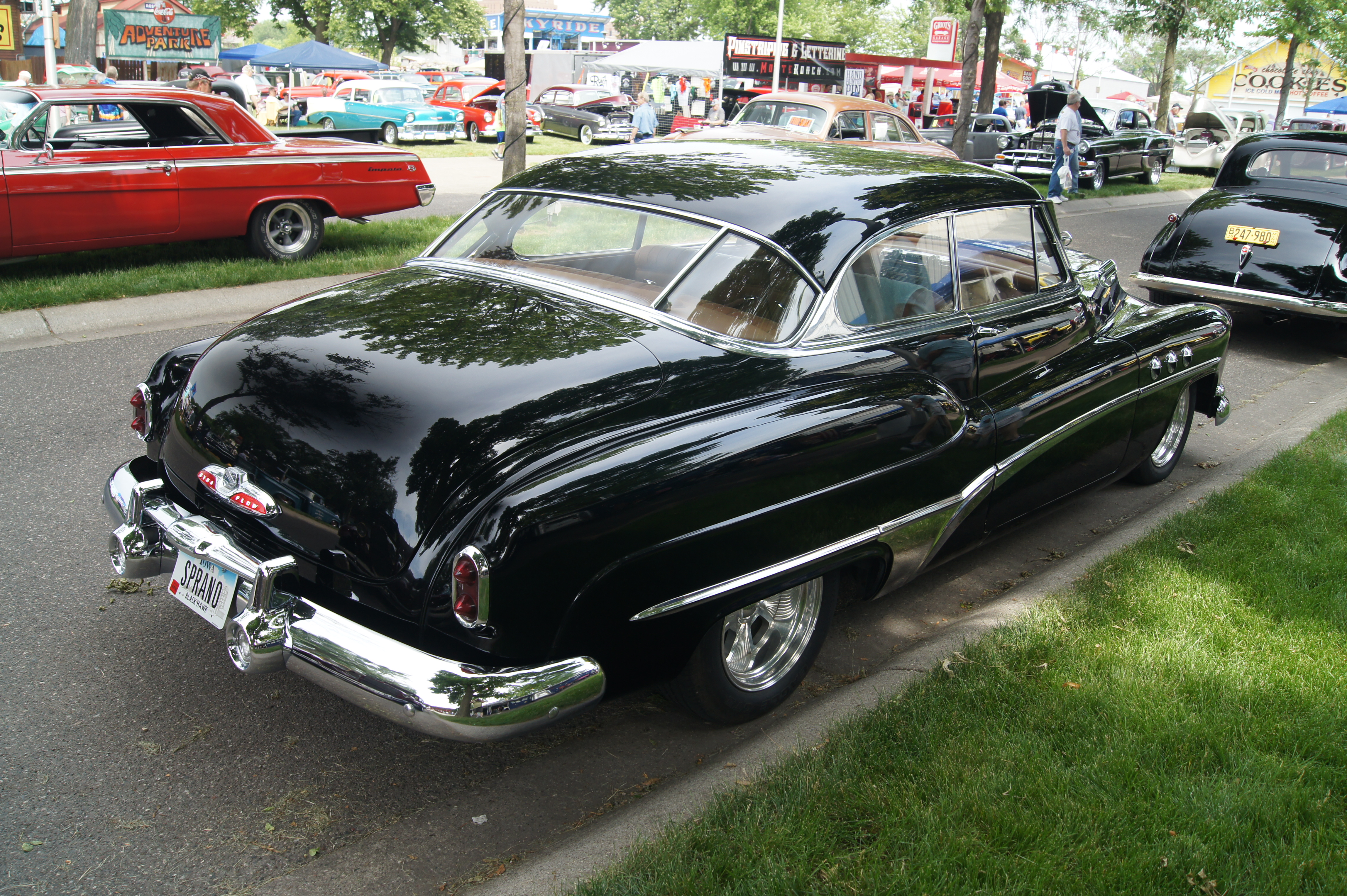
Buick Special II - tył

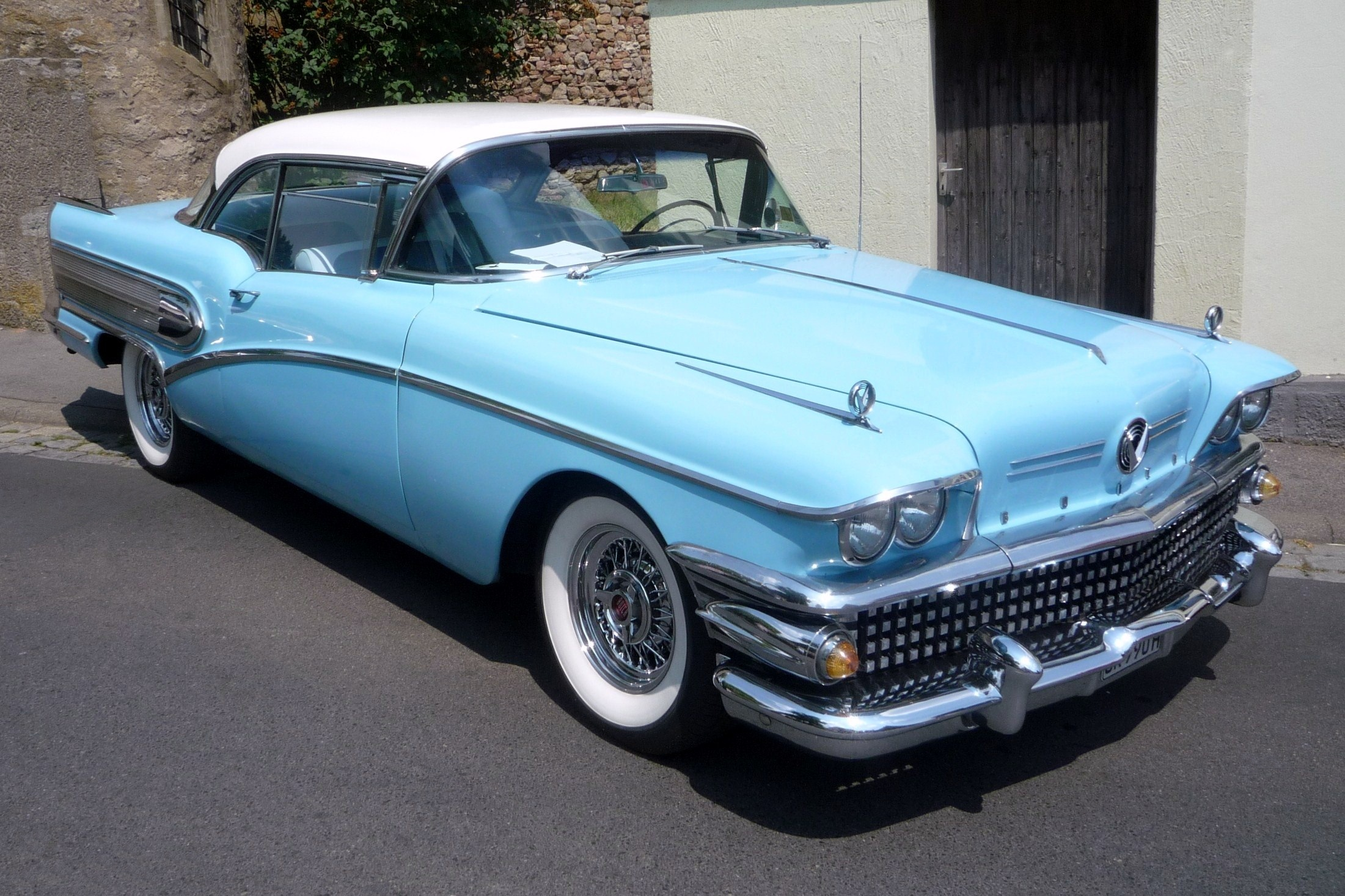
Buick Special II po liftingu

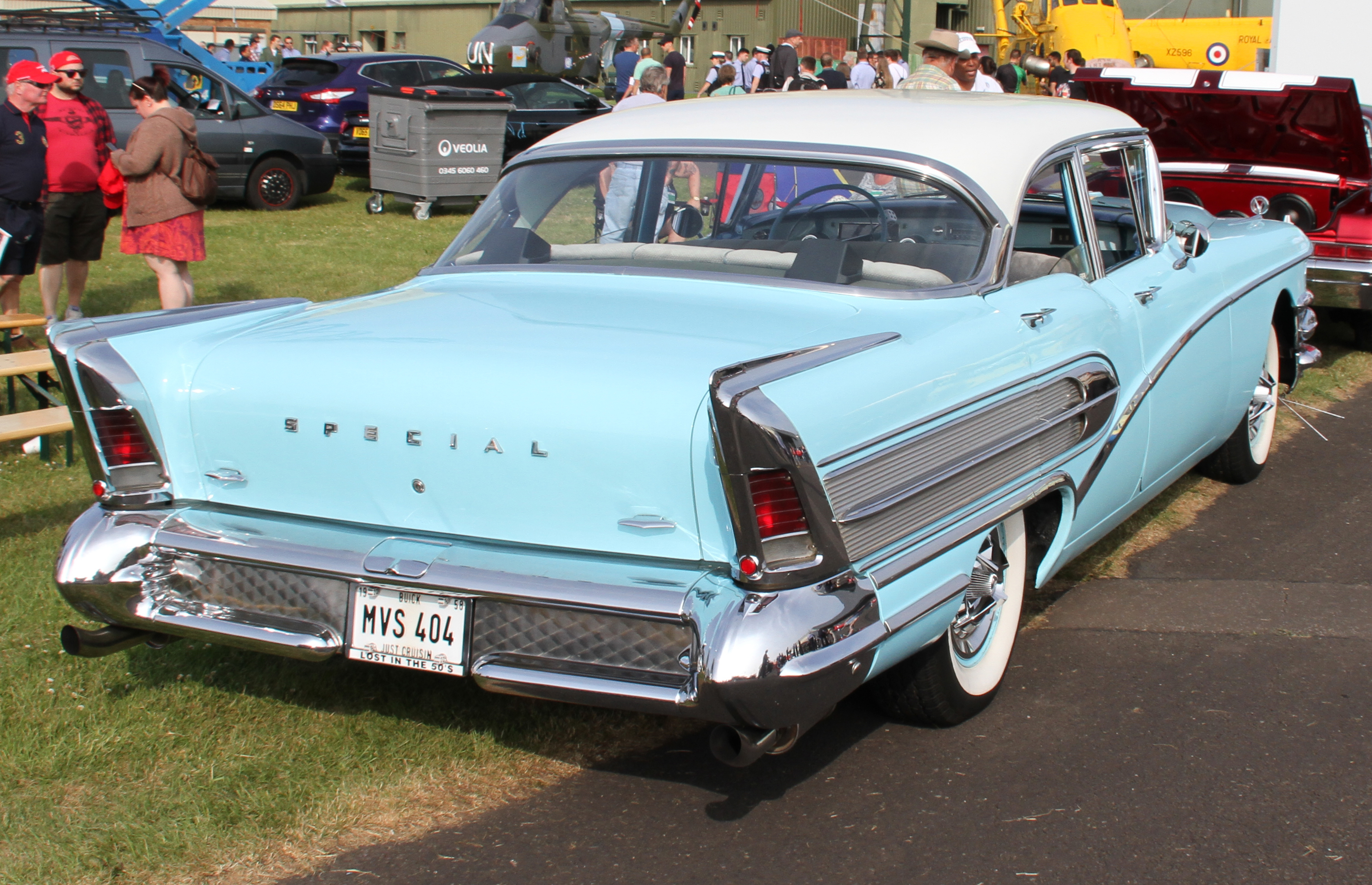
Buick Special II - tył po liftingu

Buick Special II został zaprezentowany po raz pierwszy w 1949 roku.
Drugie wcielenie Buicka Special zostało zaprezentowane pod koniec lat 40. XX wieku, zastępując wytwarzanego przez 13 lat poprzednika. Samochód przeszedł duże zmiany, stając się wyraźnie większym modelem. Ponownie jednak zbudowano go na platformie GM B w zmodernizowanej i wydłużonej postaci. Samochód zyskał charakterystyczne dla amerykańskiej motoryzacji tej epoki wygląd, na czele z zaokrąglonymi nadkolami i łagodnie biegnącą linią dachu.

### Lifting
W 1957 roku Buick zaprezentował gruntownie przestylizowanego Speciala drugiej generacji, który zyskał zupełnie nowy wygląd zewnętrzny. Nadwozie zyskało ostrzejsze i bardziej awangardowe kształty, na czele ze szpiczastymi błotnikami tylnymi ze zintegrowanym oświetleniem.

### Silniki
- L8 4.1l OHV
- L8 4.3l Fireball
- V8 4.3l Nailhead
- V8 5.3l Nailhead
- V8 6.0l Nailhead

## Trzecia generacja

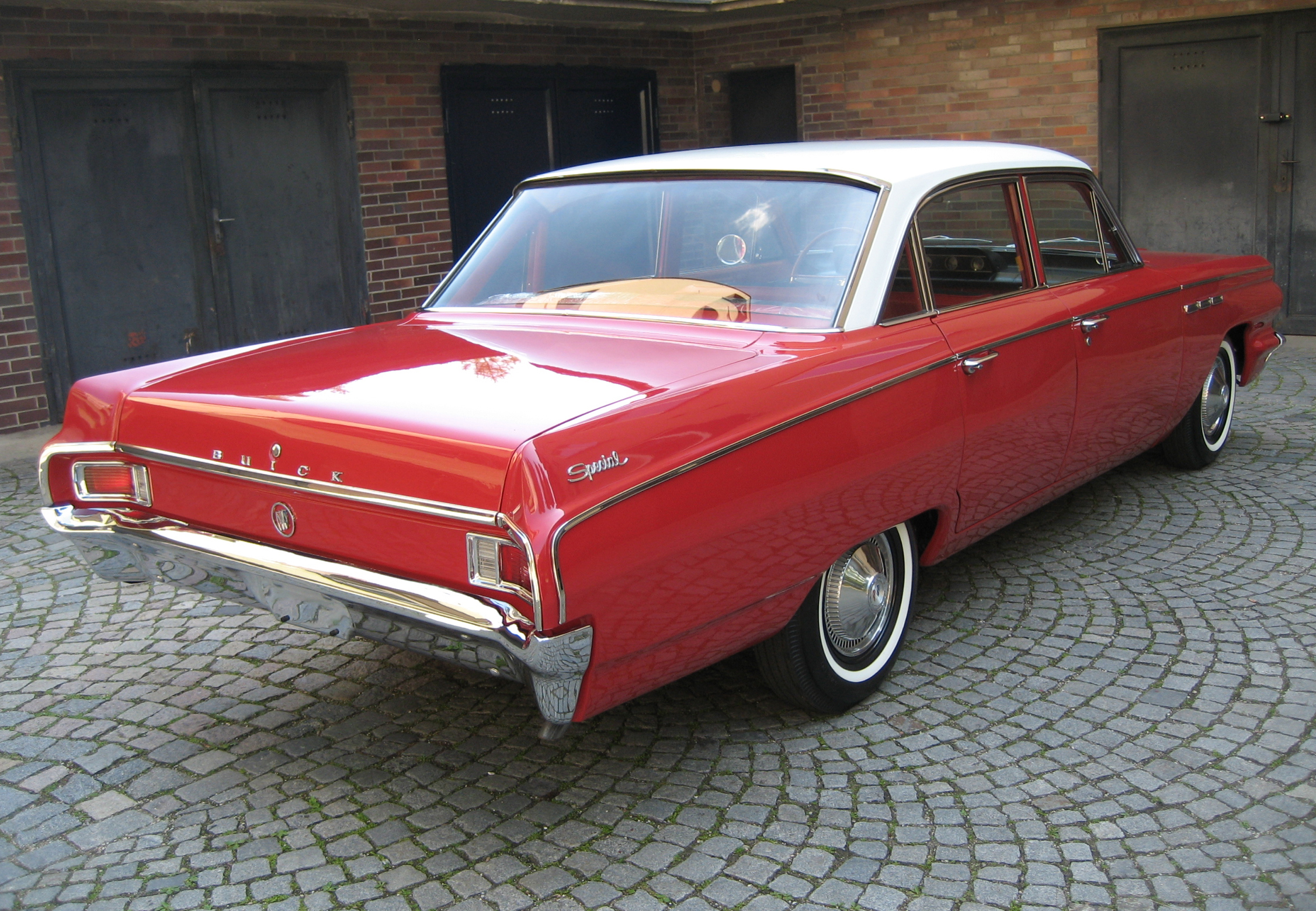
Buick Special III - tył

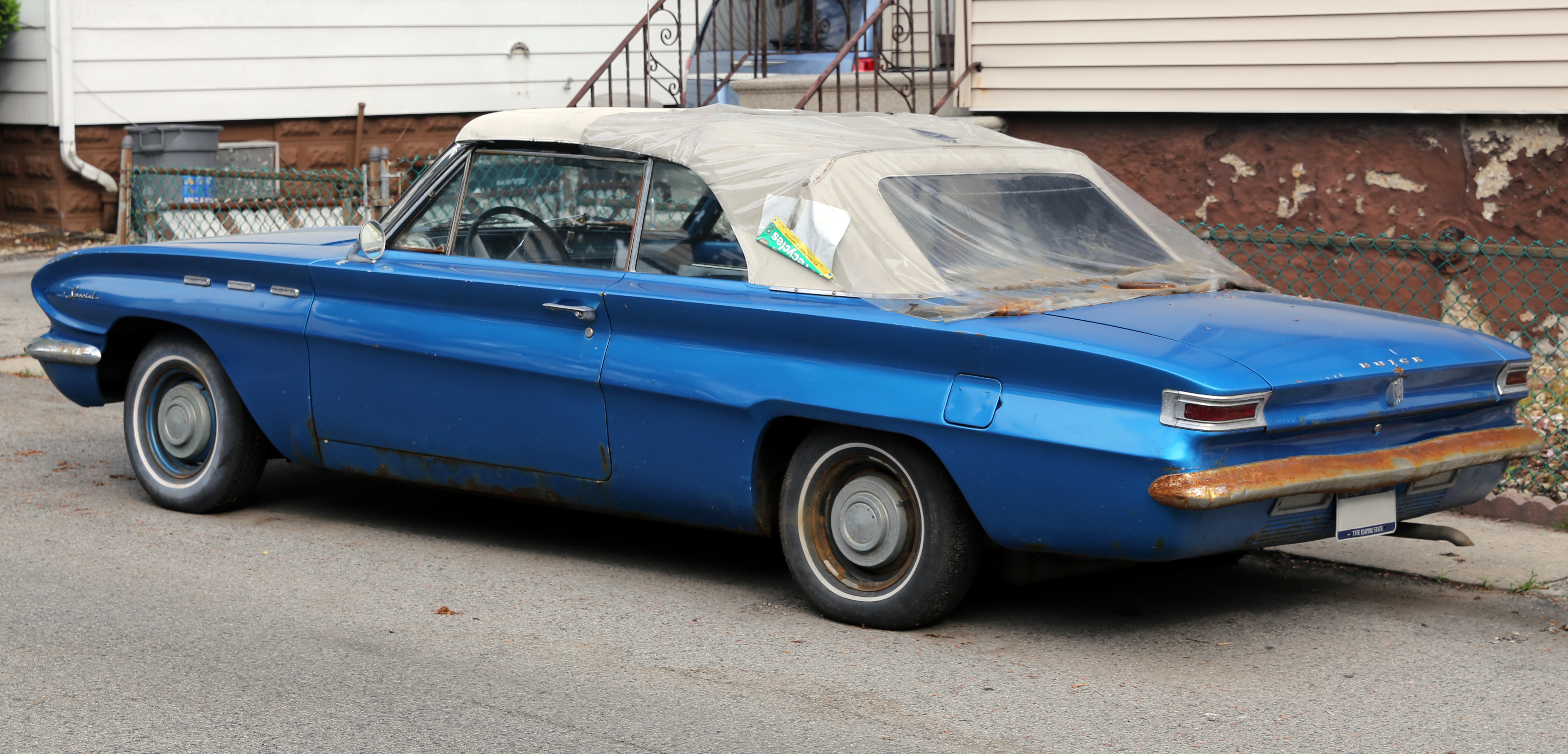
Buick Special III Kabriolet

Buick Special III został zaprezentowany po raz pierwszy w 1961 roku.
Po trzyletniej przerwie, w 1961 roku Buick zaprezentował zupełnie nową, trzecią generację modelu Special. Samochód stał się mniejszy, powstając na nowej platformie General Motors o nazwie Y-body. Nadwozie zyskało łagodniejsze linie, z mniejszą ilością ostrych kształtów i wyraźnych przetłoczeń. Oferta nadwoziowa ponownie składała się z czterech wariantów nadwoziowych - sedana, kombi, a także nieco inaczej stylizowanego kabrioleta oraz coupe.

### Silnik
- V8 3,5 l (3531 cm³), 2 zawory na cylinder, OHV
- Układ zasilania: gaźnik
- Średnica cylindra × skok tłoka: 88,90 mm × 71,10 mm
- Stopień sprężania: 8,8:1
- Moc maksymalna: 152 KM (112 kW) przy 4400 obr./min
- Maksymalny moment obrotowy: 298 N•m przy 2400 obr./min
- Przyspieszenie 0-80 km/h: 8,5 s
- Przyspieszenie 0-100 km/h: 11,2 s
- Czas przejazdu pierwszych 400 m: 17,7 s
- Prędkość maksymalna: 169 km/h

## Czwarta generacja

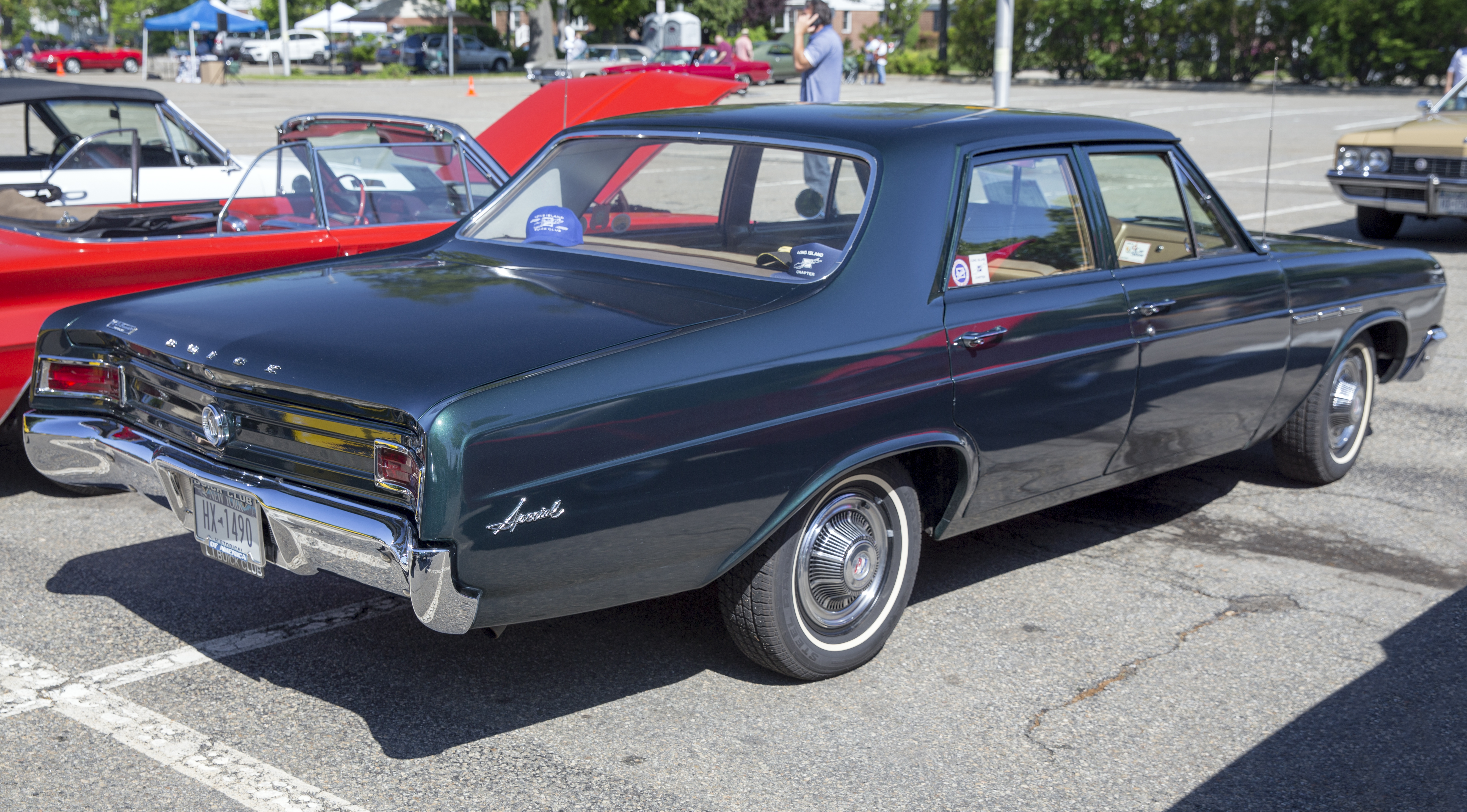
Buick Special IV - tył

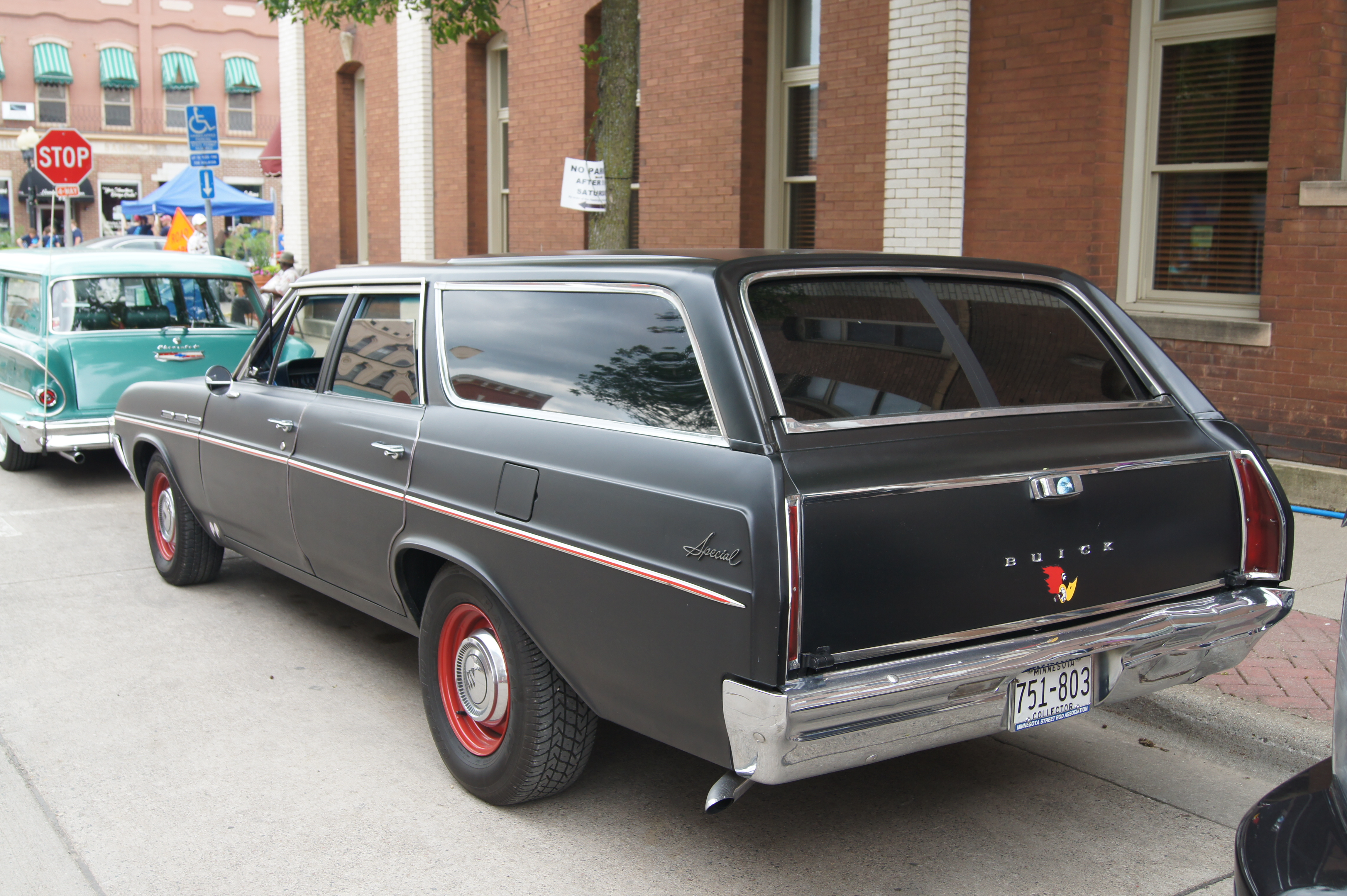
Buick Special IV Kombi

Buick Special IV został zaprezentowany po raz pierwszy w 1964 roku.
W 1964 roku Buick zaprezentował czwartą i zarazem ostatnią odsłonę modelu Special. Samochód zbudowano ponownie na nowej platformie koncernu General Motors A-body, przechodząc ewolucyjny kierunek zmian w stylistyce. Nadwozie stało się przy tym masywniejsze i większe, z proporcjami łączącymi krągłe kształty z kantami. Produkcja Buicka Special czwartej generacji trwała do 1969 roku, po czym zastąpił go zupełnie nowy model Apollo.

### Silniki
- V6 3.7l
- V8 4.9l
- V8 5.6l